# باسكال أنيسيه
باسكال أنيسيه (بالإنجليزية: Pascal Anicet)‏ (مواليد 27 مارس 1983 في النيجر) لاعب كرة قدم نيجري دولي يجيد اللعب في خط الوسط . يلعب لصالح نادي فنيس النيجري .

## روابط خارجية
- باسكال أنيسيه على موقع الاتحاد الدولي (مؤرشف)  (الإنجليزية)
- باسكال أنيسيه على موقع ناشيونال فوتبول تيمز (الإنجليزية)
- باسكال أنيسيه على موقع كووورة